# Fachvermietung
Eine Fachvermietung (auch Regalvermietung) bezeichnet im Einzelhandel einen Laden, in dem Verkaufsflächen für eine begrenzte Zeit vermietet werden. Die Verkaufsflächen können einzelne Fächer, Kleiderstangen, Kleiderbügel, Tische, Regale oder das Schaufenster sein. Fachvermietungen vermieten ihre Verkaufsflächen sowohl an Privatpersonen als auch an Gewerbetreibende.

## Konzept
In der Regel suchen sich die Mieter die Verkaufsfläche aus und dekorieren sie in Eigenregie. Personalisierte Werbung in Form von Visitenkarten und Flyern ist erwünscht. Anschließend übernimmt das Personal der Fachvermietung den Verkauf der Waren. Der Mieter wird bei erfolgreichem Verkauf benachrichtigt und erhält eine Abrechnung.
Jede Fachvermietung bestimmt die Konditionen für seine Mieter selbst. Es können drei  Mietmodelle unterschieden werden:
- Der Mieter zahlt eine monatliche Miete und erhält 100 % des Verkaufserlöses.
- Der Mieter zahlt keine monatliche Miete, entrichtet jedoch eine Provision in Abhängigkeit vom Verkaufserlös.
- Der Mieter zahlt eine monatliche Miete und entrichtet eine Provision in Abhängigkeit vom Verkaufserlös.

## Ausrichtung
Das Sortiment umfasst sowohl Neu- als auch Gebrauchtwaren. Einige Fachvermietungen verstehen sich als Mix aus Flohmarkt und Kreativmarkt. Einige andere spezialisieren sich auf selbstgemachte Produkte. Vermehrt treten Konzepte in den Vordergrund, bei denen das Prinzip der Fachvermietung in Cafés, Buchhandlungen und Pop-up-Shops integriert wird.

### Fachvermietung für Selbstgemachtes
In der Do-it-yourself-Szene stellen Fachvermietungen eine Alternative zu Online-Marktplätzen dar. Produkte werden in Handarbeit hergestellt und in den angemieteten Verkaufsflächen angeboten.

### Fachvermietung für Gebrauchtwaren
Das Konzept richtet sich primär an Privatpersonen, die Alltagsgegenstände aus dem Privathaushalt verkaufen möchten.